# Phanaspa aegonalis
Phanaspa aegonalis är en fjärilsart som beskrevs av Walker. Phanaspa aegonalis ingår i släktet Phanaspa och familjen nattflyn. Inga underarter finns listade i Catalogue of Life.